# Carles Porta i Garcia
Carles Porta i Garcia (Madrid, 1963) és un il·lustrador català. És llicenciat en Belles Arts per la Universitat de Barcelona i reconeix en les seves creacions la influència de l'obra de George Grosz. Ha treballat com il·lustrador per a diferents suplements de diaris com El Magazine de La Vanguardia i El Dominical del Periódico de Catalunya, per a revistes de còmics com El Víbora i TBO, i per a revistes infantils com Tretzevents i Cavall Fort.

## Trajectòria
Des del 1997, fou l'autor de la imatge gràfica de les diferents edicions del festival de cinema d'animació Animac, treball pel qual, el 1999, va ser mereixedor del Premi Jules Geret del Festival de Cinema d'Animació d'Annecy. També fou guardonat el 2007 amb el Premi Junceda en l'àmbit de publicitat per la gràfica del Bar de la Sibil·la del Turó de la Seu Vella de Lleida. El 2001, va debutar com a realitzador audiovisual amb el seu primer curtmetratge titulat Francesc lo Valent, produït per Folimage i finançat per Arte i l'Office national du film du Canada. Aquest film fou guardonat en diversos festivals internacionals, rebent entre altres el Premi a la Qualitat 2003 de la Cinémathèque Française.
L'any 2021, el Museu d'Art Jaume Morera de Lleida va acollir una exposició retrospectiva dedicada a l'artista titulada «Carles Porta. La casa infinita» destacant diversos projectes dels seus trenta anys de trajectòria en el marc de l'Animac que el guardonà amb el Premi Trajectòria.

## Obra publicada
- Les feuilles volantes. Paris: Seuil jeunesse, 2018. ISBN 979-10-235-1104-8.
- Bonjour monsieur Froid. Paris: Seuil jeunesse, 2018. ISBN 979-10-235-1103-1.
- Les pieds dans l'eau. Paris: Seuil Jeunesse, 2019. ISBN 979-10-235-1101-7.
- Un extraño llega al valle. 2019. ISBN 978-84-1318-041-0.
- Los artistas. 2019. ISBN 978-84-1318-042-7.
- Bajo el agua. 2020. ISBN 978-84-1318-474-6.
- La banda. 2020. ISBN 978-84-1318-475-3.

## Filmografia
- Francesc lo Valent (2001)
- Las vidas ejemplares (2008)